# سفره‌ماهی‌های برقی
سفره‌ماهی‌های برقی (نام علمی: Tetronarce) نام یک سرده از تیره اژدرماهیان است.